# 12e régiment d'artillerie
Pour les articles homonymes, voir 12e régiment.
Le 12e régiment d'artillerie est régiment d'artillerie français, créé en 1833 pendant la monarchie de Juillet au moyen d'éléments provenant de divers régiments d'artillerie.
Le régiment est dissous depuis le 31 juillet 2009.

## Création et différentes dénominations
- 18 septembre 1833 : création du 12e régiment d'artillerie
- 6 mars 1854 : 12e régiment d'artillerie monté
- 20 avril 1872 : 12e régiment d'artillerie
- 31 juillet 2009 : le régiment est dissous

## Chefs de corps
- 18 janvier 1834 : Hubert Joseph Lyautey
- 21 novembre 1840 : Nicolas-Prosper Gellibert des Seguins
- 20 juin 1847 : Michel Marie Charles Tournier
- 10 mai 1852 : Cécile Etienne Bernard Borgella
- 26 mars 1857 : Eugène Barral
- 31 août 1864 : Joseph Faye
- 29 février 1872 : Joseph de Brives[1]
- 26 mars 1857 : Étienne Adèle Quincy
- 28 août 1861 : Édouard Georges Hellouin de Ménibus
- 15 mars 1864 : Édouard Charles Marie Garnier-Kéruault
- 26 mars 1868 : Antoine Louis de Bar
- 13 décembre 1870 : Charles Louis Auguste Saulnier
- 27 mars 1871 : Antoine Louis de Bar
- 26 octobre 1873 : Léon Jacques Louis Bergère
- 1881 : Joseph Brugère**
- 1939 - 1940 : colonel André (mort pour la France en mai 1940)
- 1945 : lieutenant-colonel Georges Moressée[2]
- 1945 - 1949 : chef d'escadron Moreau de Saint-Martin
- 1949 - 1950 : colonel Cazenave
- 1950 - 1952 : colonel Martin
- 1952 - 1953 : colonel Juignier
- 1953 - 1955 : colonel Le Liepvre
- 1961 - 1963 : lieutenant-colonel Gilbert Barthes
- 1963 - 1965 : François Barillon
- 1965 - 1967 : Eugène Lemann
- 1967 - 1969 : René Monchablon
- 1969 - 1971 : Jacques Buchet
- 1971 - 1973 : Pierre Morisot***
- 1973 - 1975 : Yves Gauquelin
- 1975 - 1977 : René Longueval
- 1977 - 1979 : Daniel Valery ***** a fini général d'Armée, inspecteur de l'artillerie et gouverneur militaire de Paris (* 1991).
- 1979 - 1981 : Michel Sevrin***** a fini général d'Armée, parti en 1993.
- 1981 - 1983 : Bernard Bigotte
- 1983 - 1985 : Christian Piroth**** a fini IAT
- 1985 - 1987 : Jean Garnier**
- 1987 - 1990 : Jacques Kolb**
- 1990 - 1992 : Roger Duburg***
- 1992 - 1994 : Gérard Frere**** a fini général commandant la région TSO
- 1994 - 1996 : Christian Max
- 1996 - 1998 : Gilles Thoral
- 1998 - 2000 : Jean-Remy Compain
- 2000 - 2002 : Jean-Jacques Cure
- 2002 - 2004 : Patrick Chanliau
- 2006 - 2008 : Olivier Franco
- 2004 - 2006 : Luc Imbernon
- 2008 - 2009 : lieutenant-colonel Yves Lévêque
- Régiment dissous à l'été 2009

## Historique des garnisons, combats et bataille

### 1834 à 1848
Le 12e régiment d'artillerie est créé par ordonnance royale du 18 septembre 1833.

Le 4 mars 1834, il est formé à Bourges par le lieutenant-général Petit à partir de quatre régiments d'artillerie : 
- 2 batteries montées du 2e régiment d'artillerie[note 1]
- 4 batteries à pied du 2e régiment d'artillerie[note 2]
- 2 batteries montées du 3e régiment d'artillerie
- 4 batteries à pied du 3e régiment d'artillerie
- 1 batterie à cheval du 6e régiment d'artillerie[note 3]
- 1 batteries montées du 6e régiment d'artillerie
- 4 batteries à pied du 6e régiment d'artillerie
- 1 batterie à cheval du 9e régiment d'artillerie
- 1 batteries montées du 9e régiment d'artillerie
- 4 batteries à pied du 9e régiment d'artillerie

Le 12e régiment d'artillerie a stationné à Bourges en 1834, à Besançon en 1837, à Lyon en 1839, à Toulouse en 1843, et à Bourges en 1848.

De 1840 à 1854, la 4e batterie prend part à la campagne d'Algérie et elle participe aux expéditions de Cherchell, de Médéa, de Miliana et s'illustre durant la bataille du col de Mouzaïa en 1840.

En 1844, il participe à l'expédition de Dellys (en).

### Second Empire
En 1849, en Algérie, les batteries participent au combat de Tiferaa et à la prise de l'oasis de Zaatcha.
Ses garnisons ont été Strasbourg en 1850, Metz en 1858, Grenoble en 1863, Bourges en 1866, Vincennes en 1870.
Il était encore à Bourges en 1854, lorsqu'il fut atteint par la fâcheuse organisation qui marque cette année. Par des motifs absolument incompréhensibles, les vieilles traditions ont été brisées. La plupart des régiments changèrent de numéros, et le 12e régiment d'artillerie perdit le rang qu'il possédait depuis si longtemps. Il devint le 4e régiment d'artillerie à pied. 
L'organisation du 6 mars 1854, forme le nouveau 12e régiment monté avec l'état-major, 5 batteries de l'ancien 12e régiment d'artillerie et des batteries des 4e, 5e et 8e régiments d'artillerie. Il verse 8 batteries au 11e régiment d'artillerie, 1 batterie au 14e régiment d'artillerie et 1 batterie au 15e régiment d'artillerie. Il reçoit en échange 5 batteries à pied du 11e régiment d'artillerie, 1 batterie à pied du 13e régiment d'artillerie et 1 batterie à pied du 14e régiment d'artillerie.
De 1854 à 1856, il est employé lors de la Guerre de Crimée et participe aux batailles de l'Alma, de Balaklava, d'Inkerman et au siège de Sébastopol en 1854, puis à la bataille de Traktir en 1855 durant laquelle la 3e batterie contribue à repousser les attaques russes contre le pont de Traktir.
En 1857, dans l'expédition de Grande Kabylie, une partie de la 4e batterie se trouve à bataille d'Icheriden.
En 1859, une partie de l'unité est engagée dans la campagne d'Italie et participe aux batailles de Palestro, de Magenta, de Melegnano et de Solférino, durant laquelle la 12e batterie s'illustre.

Pendant ce temps, une autre partie du régiment fait partie de Expédition du Maroc.

Cette même année, d'autres éléments sont envoyés à l'expédition de Chine et participe à la bataille de Palikao en 1860.
En 1867, dans le cadre des guerres du Risorgimento, des éléments se trouvent à la bataille de Mentana.
En 1870 il est en garnison à Langres.

Une partie du régiment affectée à l'armée du Rhin durant la guerre franco-prussienne de 1870, combat à Frœschwiller tandis qu'une autre partie affectées à l'armée de Châlons participe à la bataille de Sedan.

Les autres batteries non-embrigadées dans ces deux armées, faites prisonnières, se trouvent :
- À la défense de Belfort
- À la défense de Paris durant laquelle elles sont engagées aux batailles de Villiers et de Champigny, du Bourget en 1870 et de Buzenval en 1871.
- À l'armée de la Loire, (19e batterie) avec laquelle elle assiste aux batailles de Coulmiers, de Beaune-la-Rolande et de Loigny en 1870, et à la bataille du Mans en 1871.
- À l'armée du Nord, où elles se trouvent aux batailles de Pont-Noyelles en 1870, de Bapaume et de Saint-Quentin en 1871.
- À l'armée de l'Est elle combat à Villersexel et Héricourt en 1871.

### 1871-1914
Il est en garnison à Besançon en 1872.
La réorganisation du 20 avril 1872 l'a remis sur le pied de « 12e régiment d'artillerie mixte ». Il a gardé 10 de ses batteries, reçu 1 batterie à cheval du 19e régiment d'artillerie, et cédé 3 batteries au 30e régiment d'artillerie.
Le 12e régiment d'artillerie fait partie de la 7e brigade depuis le décret du 28 septembre 1873 et il verse ses deux batteries à cheval l'une au 5e régiment d'artillerie et l'autre au 32e régiment d'artillerie.
En 1881, quelques batteries sont envoyées en expédition dans le sud-Oranais et à l'expédition de Tunisie.
De 1884 à 1886 il envoie les (11e et 12e batterie) en Extrême-Orient dans le cadre de la Guerre franco-chinoise qui participent à la campagne de Bac Ninh, à la prise de Hong Hóa (en), à l'embuscade de Bac Le, à la camapgne de Formose en 1884, à la retraite de Lang Son et au siège de Tuyên Quangen 1885.

### Première Guerre mondiale

#### Affectation
Avant le début du conflit, le 12e régiment d'artillerie de campagne forme dans la 19e brigade d'artillerie, l'artillerie divisionnaire de la 43e division d'infanterie, avec casernement à Bruyères et Saint-Dié-des-Vosges (dans la 21e région militaire). Le régiment est subdivisé en trois groupes (deux à Bruyères et la troisième à Saint-Dié), chacun composé de trois groupes de neuf batteries de quatre canons de 75 mm modèle 1897 (36 canons).
Le 31 juillet 1914, soit juste avant le début de la mobilisation générale, le régiment et sa division sont affectés à la surveillance et la défense du secteur de la Haute-Meurthe dans le cadre de l'opération de « couverture » prévue au Plan XVII. Puis ils sont intégrés dans le 21e corps d'armée.

#### 1914
Les batteries du 12e régiment d'artillerie de campagne connaissent le baptême du feu à Saint-Blaise et Sarrebourg (bataille des Frontières). Il est alors dans tous les combats : la Marne, l'Artois, la Belgique,

#### 1915
Notre-Dame-de-Lorette au sein de la 43e division

#### 1916

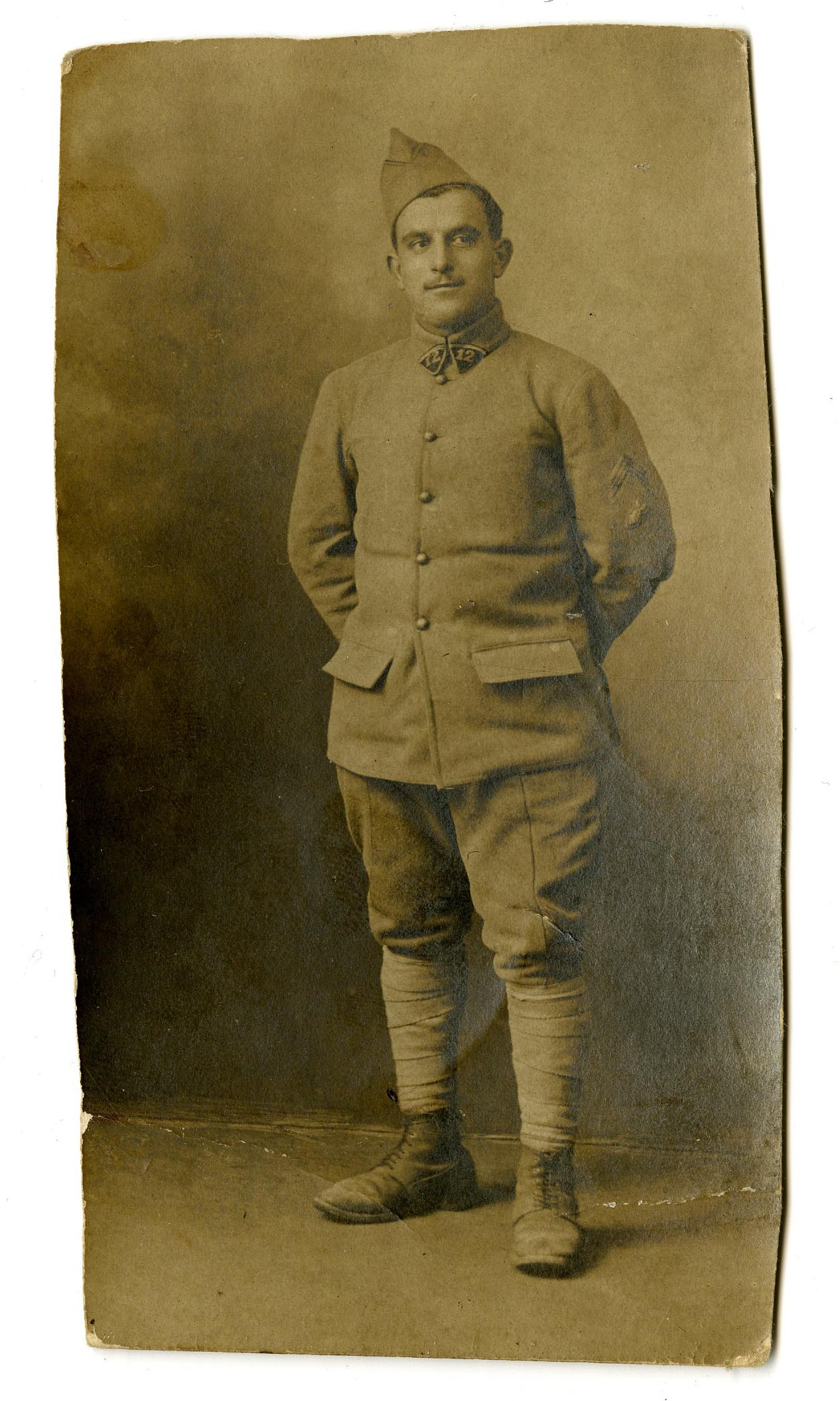
Portrait d'un artilleur du, vers 1916.

Verdun.

#### 1917
Bataille de la Malmaison, qui lui vaudra une deuxième citation à l'ordre de l'armée.

#### 1918
Bataille de Champagne, qui lui vaudront deux citations à l'ordre de l'Armée.

### Entre-deux-guerres
- De 1923 à 1939 il tient garnison à Haguenau. En 1934, le régiment y fête avec faste son 100e anniversaire.

### Seconde Guerre mondiale

#### 1939
En octobre 1939, le 12e devient le régiment d'artillerie divisionnaire de la 43e D.I. Il mène ses premiers combats dans la région de Haguenau et de Bitche. 

#### 1940
La 43e division est mise en réserve en février 1940 dans la région de Reims avant d'être envoyée à la frontière belge entre Mons (en Belgique) et Maubeuge le 15 mai 1940.
Chargé de contenir l'avancée allemande à hauteur de la Sambre, le 12e R.A fut vite à court de munitions, et débordé par le sud de Maubeuge. Fin mai, le Régiment, faute de mobilité, fut considéré comme "perdu au combat". 
En mai 1940 au cours de la bataille des Flandres, il obtient sa cinquième citation à l'ordre de l'armée. Le colonel André, chef de corps, est tué au combat le 23 mai, à Quévy-le-Petit.

#### 1945

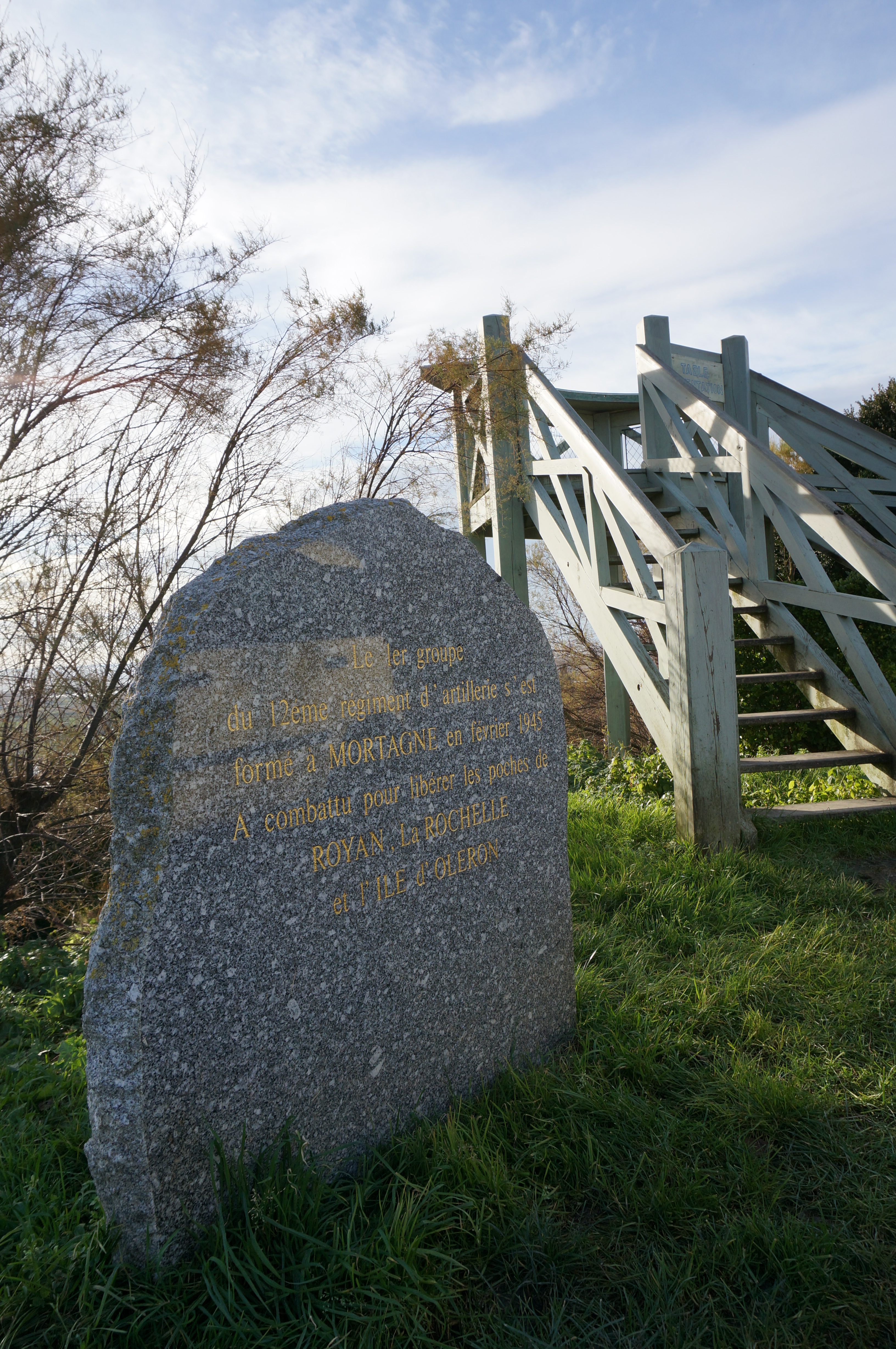
1945, formation du régiment, borne mémoire à Mortagne-sur-Gironde.

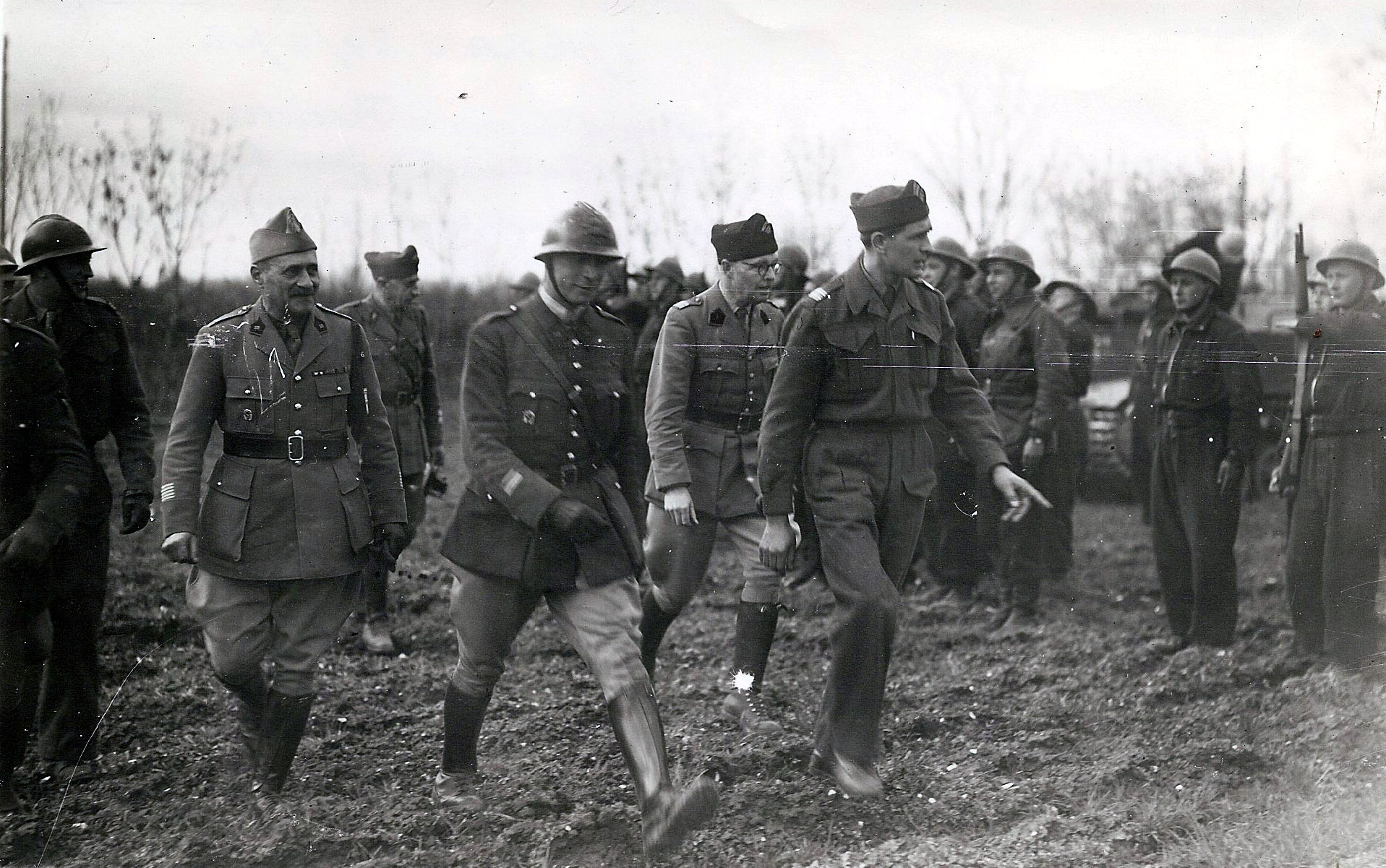
Passage en revue du 12e RA, Forces françaises de l'Ouest, Charente-Maritime, 1945.
De g. à d. : colonel Alfred Jacobson, chef d'escadron Jacques Baratte, colonel Henri Adeline, lieutenant-colonel Georges Moressée

Reformé en 1945 à Mortagne-sur-Gironde à partir de groupes F.F.I, il participe à la libération de Royan, de la Rochelle et de l'île d'Oléron. L'action d'éclat vaut au 1er groupe, commandé par le chef d’escadron Jacques Baratte, une citation à l'ordre de la division.

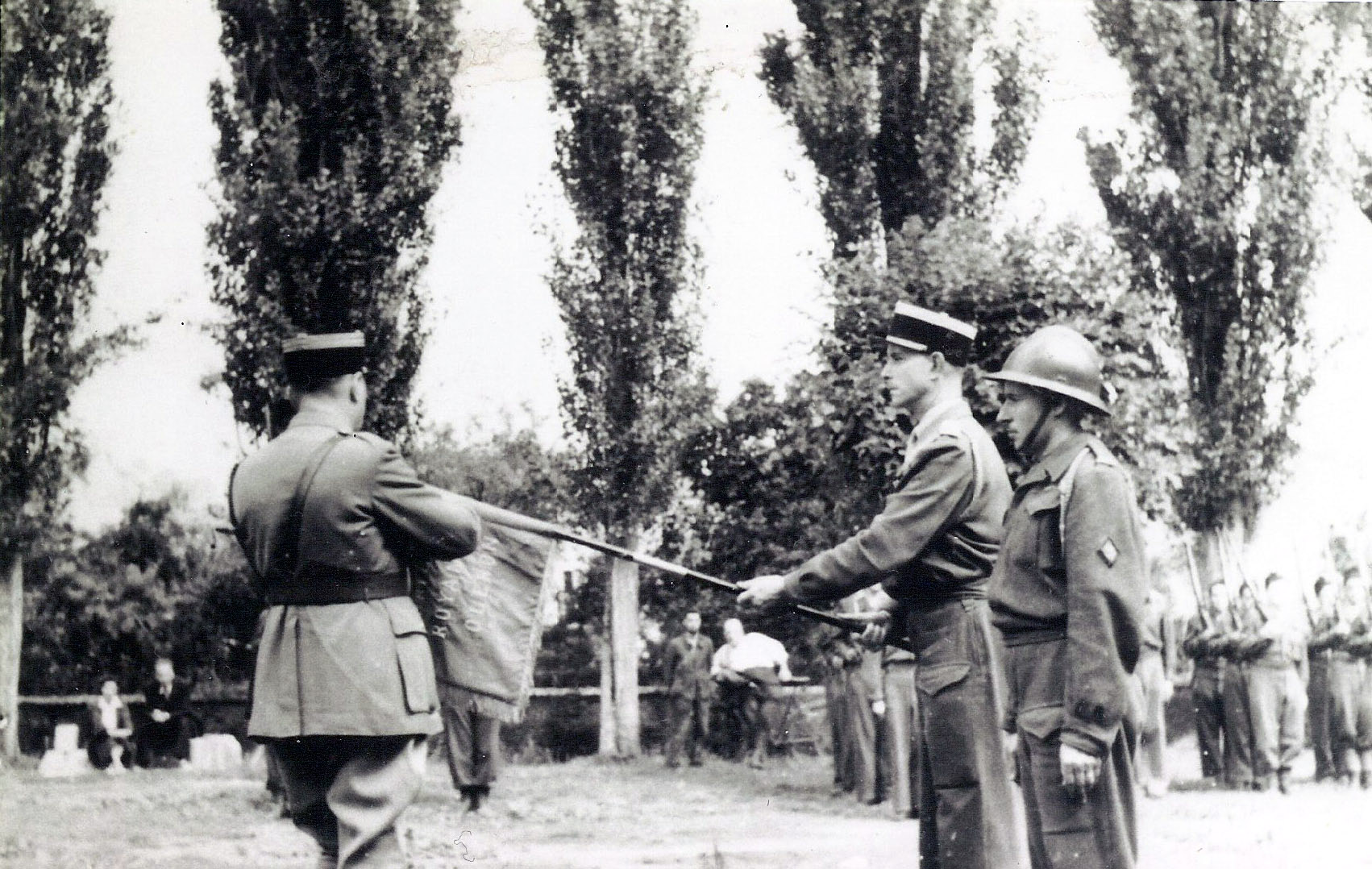
Remise de la croix de guerre 1939-1945 avec étoile d'argent par le colonel Alfred Jacobson au 1er groupe du 12e régiment d'artillerie commandé par le chef d'escadron Jacques Baratte, 1945

#### De 1945 à nos jours
Le régiment stationne ensuite dix ans en Allemagne avant d'être envoyé en Algérie en 1955.
- En Algérie de 1955 à 1961 il prend part à de nombreuses opérations.
- En garnison à Strasbourg de 1962 à 1966 puis à Illkirch-Graffenstaden jusqu'en 1976. Le 12e RA est le régiment d'artillerie de la 6e brigade mécanisée de la 7e division, jusqu'à la réorganisation de l'Armée de terre commencée en 1976 et terminée en 1979.
- En 1976, il s'installe au camp d'Oberhoffen à Haguenau. Le 12e RA est le régiment d'artillerie de la 6e division blindée.
- De 1983-1984 l'une de ses batteries (1re batterie) est envoyée au Liban (l'opération Diodon IV).
- De 1984 à 2009 il prend part aux missions extérieures au territoire métropolitain à divers titres (ex-Yougoslavie, Liban et Nouvelle-Calédonie, Guyane, Antilles). La 6e division blindée est transformée en 6e division légère blindée rattachée à la Force d'action rapide. Le 12e RA qui est maintenu  au camp d'Oberhoffen sur Moder comme régiment du corps blindé et mécanisé devient régiment d'artillerie de corps d'armée, rattaché au 2e corps d'armée. Le régiment de par sa fonction d'artillerie sol-sol de corps d'armée est pressenti pour être doté du lance roquette multiples. Il reçoit cet équipement au début des années 1990, abandonnant ainsi les canons automouvants AMX 13 155 F3.

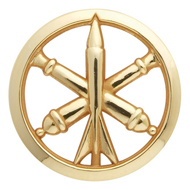
Insigne de béret d'artillerie

- En 1991 un jumelage fut fondé avec le Raketenartilleriebataillon 122 à Philippsburg, par la suite à Walldürn.

C'est en 1991 que le régiment a été doté du nouveau système d'armes LRM (lance-roquette-multiple) à 24 unités avant de recevoir le radar Cobra en 2006.
À partir de 1998, le 12e RA participe à des opérations extérieures dans les départements et territoires d'outre-mer mais également au Liban, en Bosnie-Herzégovine et au Kosovo.
La dissolution du 2e corps d'armée amène le rattachement du 12e RA à la 3e brigade d'artillerie du corps d'armée France dans la maquette ADT XXI, Armée de terre XXI. Le régiment est professionnalisé et intégré à la brigade d'artillerie dont l'état-major est à Haguenau. La loi de programmation militaire 2009-2014 ne maintient pas le 12e RA dans l'organigramme de l'Armée de terre : le régiment est dissous le 31 juillet 2009.

## Étendard

Dessin du revers de l'étendard du régiment.

Il porte, cousues en lettres d'or dans ses plis, les inscriptions suivantes :
- Mouzaïa 1840
- Zaatcha 1849
- Sébastopol 1854-1855
- Solférino 1859
- Extrême orient 1884-1885
- Verdun1916-Argonne 1918
- La Malmaison 1917
- Champagne 1918

## Décorations

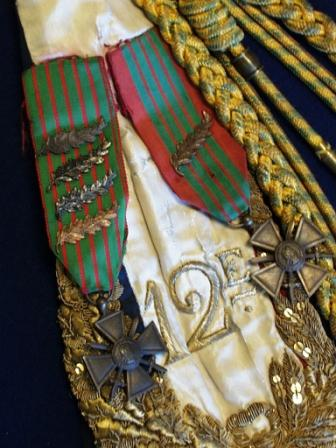
Photographie de la cravate de l'étendard du régiment avec ses décorations.

La cravate de l'étendard du régiment est décorée :
- De la Croix de guerre 1914-1918 avec quatre citations à l'ordre de l'armée. Il a reçu le droit au port de la fourragère aux couleurs du ruban de la Médaille militaire.

- De la Croix de guerre 1939-1945 avec une citation à l'ordre de l'armée puis une citation à l'ordre de la division.

## Insigne
Le pourtour représente la fourragère du régiment aux couleurs du ruban de la médaille militaire. Les canons croisés de bronze, sur un fer à cheval, symbolisent l'artillerie et soulignent l'attachement du régiment à son histoire. La cathédrale de Strasbourg rappelle une des garnisons où le régiment a résidé durablement. Puis, la ville de Haguenau, autre garnison où le douze a séjourné de 1923 à 1939, est symbolisée par la quintefeuille blanche et rouge issue du blason de la ville.

## Devise
Mordant et manœuvrier

## Faits d'armes faisant particulièrement honneur au régiment
Le 12ème RA est engagé en mai 1940 dans les combats des Flandres. Le 23 mai, après de violents combats, le Régiment est encerclé à Blaregnies. Il combat jusqu'à l'épuisement de ses munitions aux côtés du 10ème BCP et du 158ème RI pour ralentir la percée allemande. Pour échapper à la capture, le Colonel ANDRE donne l'ordre de chercher à percer l'encerclement. C'est pendant ces derniers combats qu'il est tué. Le régiment sera décoré par une cinquième Citation à l'ordre de l'armée : 
"Bataille de BLAREGNIES
Le 12e régiment d'artillerie, comprenant les 1er et 2e Groupes sous les ordres du colonel André, commandant le régiment, a fait preuve d'un cran et d'une énergie admirables au cours de la bataille des Flandres du 19 au 23 mai 1940 ; Encerclé au Nord de Maubeuge avec une partie de l'infanterie de la division, par un ennemi très mordant et disposant de nombreux engins blindés, sans ravitaillement depuis plusieurs jours, a appuyé son infanterie avec un total esprit de sacrifice, subissant des pertes sérieuses en personnel et en matériel, luttant au contact même de l'infanterie ennemie, jusqu'à l'épuisement de ses munitions. Ayant été contraint à rendre son matériel inutilisable, a poursuivi la lutte dans les rangs de l'infanterie. A tenté dans un suprême effort d'attaquer pour rompre l'encerclement ennemi, suivant l'exemple de son colonel, mortellement frappé, le mousqueton à la main, au cours d'une de ces tentatives. A donné un magnifique exemple d'énergie, d'esprit de sacrifice et de camaraderie de combat."

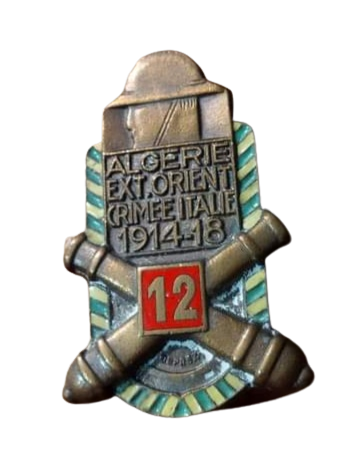

## Personnalités ayant servi au régiment
- Le général Jules Forgeot, au régiment de 1840 à 1847[7].
- Jacques Cariou, triple médaillé en équitation aux Jeux olympiques de 1912, sous-lieutenant, puis lieutenant au régiment de 1897 à 1900[8].
- L'as de Première Guerre mondiale Jean de Gennes, au régiment en 1915 et 1916[9].
- L'as de la Première Guerre mondiale Charles Macé, au régiment en 1916 et 1917[10].

## Le régiment à la fin des années 2000

### Subordinations
Le régiment est subordonné à la Brigade d'artillerie elle-même composante de la force d'action terrestre.

### Composition
- Fort de 62 officiers, 282 sous-officiers et de 507 militaires du rang, le 12e R.A est articulé en :
- 3 batteries de tir (1re, 2e et 3e batteries).
- 1 batterie des opérations (B.O.).
- 1 batterie de maintenance (B.M.).
- 1 batterie de radars COBRA (B.C.).
- 1 batterie de commandement et de soutien (B.C.S.).
- 2 batteries de d'intervention de réserve (5e et 6e batteries).

### Missions
Il représente la puissance de feu la plus importante de l’armée de Terre, le régiment est marqué par la modernité et la modularité.

### Matériels

#### Véhicules
- Le système d’armes lance-roquettes multiple (LRM) M270. Il se caractérise par une puissance considérable que multiplient le système de transmission informatisé ATLAS et une capacité logistique inédite.
- Le régiment est également doté de mortiers de 120 mm MO 120 RT.

## Sources et bibliographie
- Henri Pierre Émile Dauvé, Historique du 12e régiment d'artillerie, 1834-1890, Nancy, Berger-Levrault, 1890 (lire en ligne).
- Historique du 12e régiment d'artillerie de campagne pendant la guerre 1914-1918, Nancy, Berger-Levrault, 57 p., lire en ligne sur Gallica.
- Histoire de l'armée française, Pierre Montagnon.
- Historique du 12e Régiment d’Artillerie
- Historique du 12e Régiment d’Artillerie
- Henri Kauffert : Historique de l'artillerie française
- Louis Susane : Histoire de l'artillerie Française
- Historiques des corps de troupe de l'armée française (1569-1900)